# Simonurius
Simonurius es un género de arañas araneomorfas de la familia Salticidae. Se encuentra en Sudamérica.

## Lista de especies
Según The World Spider Catalog 12.5:::
- Simonurius campestratus (Simon, 1901)
- Simonurius expers Galiano, 1988
- Simonurius gladifer (Simon, 1901)
- Simonurius quadratarius (Simon, 1901)